# Edward Fitzhardinge Campbell
Pour les articles homonymes, voir Campbell.
Cet article possède un paronyme, voir Edward Campbell.
Pas d'image ? Cliquez ici

a Compétitions nationales et continentales officielles uniquement.

b Matchs officiels uniquement.
Edward Fitzhardinge Campbell, né le 17 janvier 1880 à Dublin et mort le 13 décembre 1957 à Daventry, est un joueur irlandais de rugby à XV, qui a évolué avec l'équipe d'Irlande et le club du Monkstown FC au poste d'ailier.

## Biographie
Edward Campbell dispute son premier test match le 18 février 1899 contre l'équipe d'Écosse. Son dernier test match est contre l'équipe du pays de Galles le 17 mars 1900. Edward Campbell remporte le Tournoi britannique de rugby à XV 1899.

## Palmarès
- Vainqueur du Tournoi en 1899

## Statistiques en équipe nationale
- 4 sélections
- 3 points (1 essai)
- Sélections par années : 2 en 1899, 2 en 1900
- Tournois britanniques disputés: 1899, 1900